# The Sonics
A The Sonics egy amerikai garázs rock együttes volt az 1960-as években. Saját zajos dalaik mellett rock and roll feldolgozásokat játszottak, és nyers hangzásukkal a későbbi punk zenekarokra is hatással voltak. Két klasszikus albumuk, az 1965-ös Here Are the Sonics és az 1966-os Boom az Etiquette Records kiadásában jelent meg. A zenekar 1968-ban oszlott fel, azóta egy-egy alkalomra időnként újjáalakulnak, és koncerteznek.

## Diszkográfia

### Stúdióalbumok
- Here Are the Sonics (Etiquette Records, 1965)
- Boom (Etiquette, 1966)
- Introducing The Sonics (Jerden, 1967)
- Explosives (Buckshot, 1973)
- The Sonics (SRT, 1978)
- Live Fanz Only  (Etiquette, 1986)
- Busy Body!!! Live in Tacoma 1964 (Live, Norton, 2007)

### Kislemezek
- "The Witch"/"Keep A-Knockin'" (Etiquette, 1964)
- "The Witch"/"Psycho" (Etiquette, 1965)
- "Psycho"/"Keep A-Knockin'" (Etiquette, 1965)
- "Boss Hoss"/"The Hustler" (Etiquette, 1965)
- "Don't Be Afraid Of The Dark"/"Shot Down" (Etiquette, 1965)
- The Sonics' "Don't Believe In Christmas"/The Wailers' "Christmas Spirit" (Etiquette, 1965)
- "Cinderella"/"Louie Louie" (Etiquette, 1965)
- "You Got Your Head On Backwards"/"Love Light" (Jerden, 1966)
- "Like No Other Man"/"Love Light" (Jerden, 1966)
- "The Witch"/"Like No Other Man" (Jerden, 1966)
- "Psycho"/"Maintaining My Cool" (Jerden, 1966)
- "Love-itis"/"You're In Love" (Jerden, 1967)
- "Lost Love"/"Any Way The Wind Blows" (Piccadilly, 1967)
- "Any Way The Wind Blows"/"Lost Love" (UNI, 1967)
- "Dirty Old Man"/"Bama Lama Bama Loo" (Burdette, 1975)
- "The Witch"/"Bama Lama Bama Loo" (Great Northwest, 1979)
- "The Witch"/"Keep A-Knockin'"  (Norton, 1998)
- "Psycho"/"Have Love Will Travel" (Norton, 1998)
- "Cinderella"/"He's Waitin'" (Norton, 1998)
- "Boss Hoss"/"The Hustler" (Norton, 1998)
- "Strychnine"/"Shot Down" (Norton, 1998)
- The Sonics' "Louie Louie"/The Wailers' "Louie Louie" (Norton, 1998)
- "Don't Believe In Christmas"/"Santa Claus" (Norton, 1998)

### EP-k
- 8 (The Sonics Record Co., 2010)

### Válogatások
- Merry Christmas (Various Artists album, Etiquette, 1966)
- Sinderella (Bomp, 1980)
- Fire and Ice (First American, 1983; re-released as Fire & Ice: Lost Tapes Vols. 1 & 2 in 1996)
- Full Force! (Line, 1984; re-released as Full Force! The Best of The Sonics in 1987)
- The Ultimate Sonics (Etiquette, 1991)
- Maintaining My Cool (Jerden, Munster Records, 1991)
- Psycho-Sonic (Big Beat, 1993)
- This Is... The Savage Young Sonics (Norton, 2001)
- The Jerden Years 1966-69 (Munster, 2004)

## Fordítás
- Ez a szócikk részben vagy egészben  a   The Sonics című angol Wikipédia-szócikk fordításán alapul.  Az eredeti cikk szerkesztőit annak laptörténete sorolja fel. Ez a jelzés csupán a megfogalmazás eredetét és a szerzői jogokat jelzi, nem szolgál a cikkben szereplő információk forrásmegjelöléseként.